# Nancy Kyes
Nancy Louise Kyes (19 december 1949 in Falls Church) is een Amerikaans actrice.

## Carrière
Kyes werd vooral bekend dankzij haar rol in Halloween (1978), waarvan ze ook in het tweede en derde deel te zien was. Haar filmcarrière begon in 1976 met Assault on Precinct 13. Meestal staat ze op de aftiteling vermeld als Nancy Loomis.
In 1980 was Kyes net als in Halloween samen te zien met Jamie Lee Curtis in The Fog. Hierna had ze rollen in onder meer Halloween II (1981) en Halloween III: Season of the Witch (1982). Ook had ze in 1985 een gastrol in de televisieserie The New Twilight Zone. Sindsdien is ze niet meer actief als actrice, maar werkt ze in de beeldhouwkunst in Los Angeles.

## Filmografie
- Lady Boss (1992, televisiefilm)
- Not in Front of the Children (1982, televisiefilm)
- Halloween III: Season of the Witch (1982)
- Halloween II (1981) (cameo)
- The Fog (1980)
- Halloween (1978)
- The Sea Gypsies (1978)
- Assault on Precinct 13 (1976)

- Bibliothèque nationale de France: cb142002803 (data)
- Gemeinsame Normdatei: 116987245X
- International Standard Name Identifier: 0000 0000 0303 9227
- Library of Congress Control Number: no00021168
- SNAC: w6rr24w9
- Système universitaire de documentation: 059809558
- Virtual International Authority File: 22352677